# 안구일라라베네타
안구일라라베네타(이탈리아어: Anguillara Veneta)는 이탈리아 베네치아에서 남서쪽으로 약 45 킬로미터 (28 mi), 파도바에서 남쪽으로 약 30 킬로미터 (19 mi)}에 위치한 코무네(기초 자치체)이다.

## 갤러리

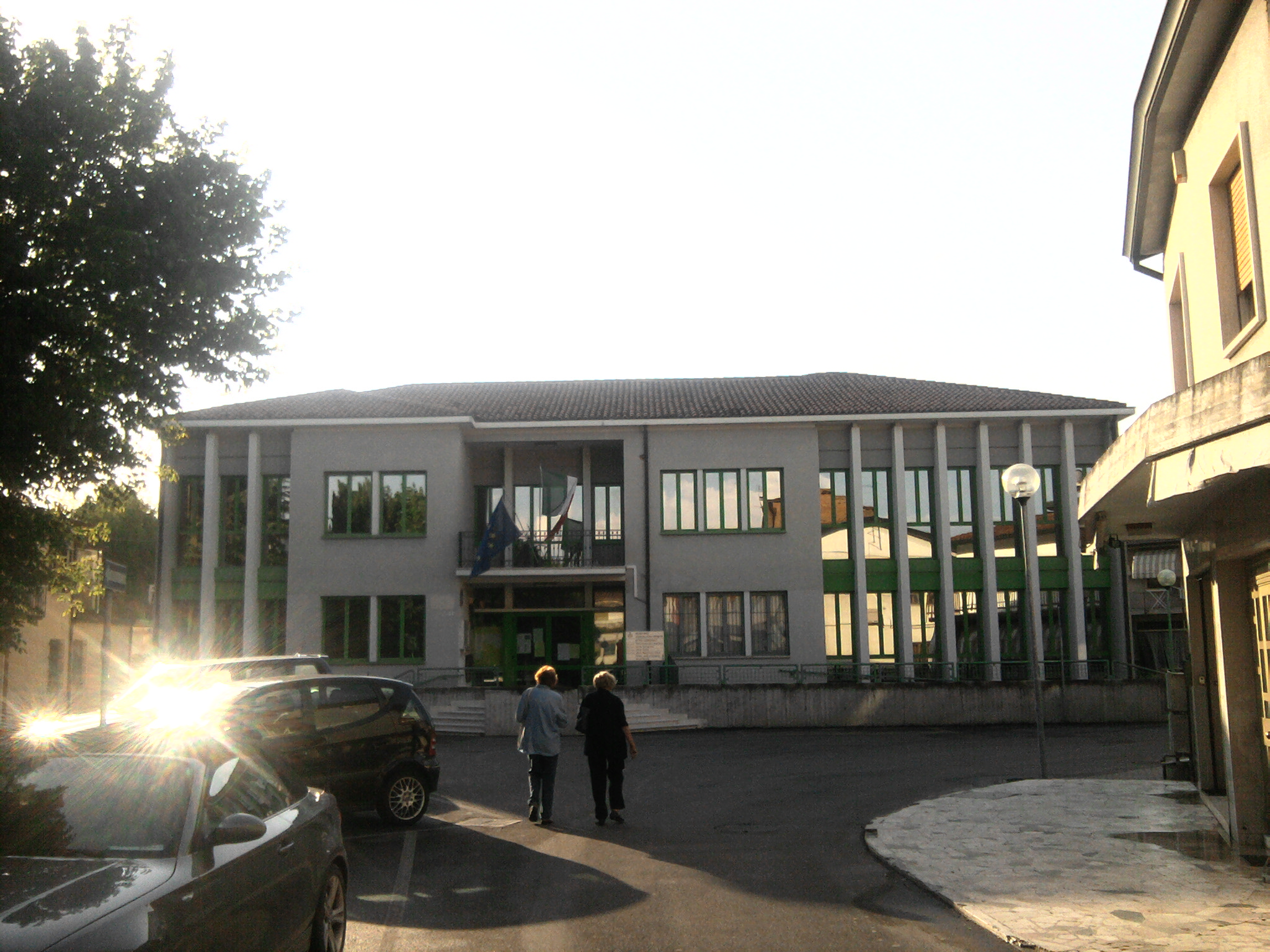
타운하우스
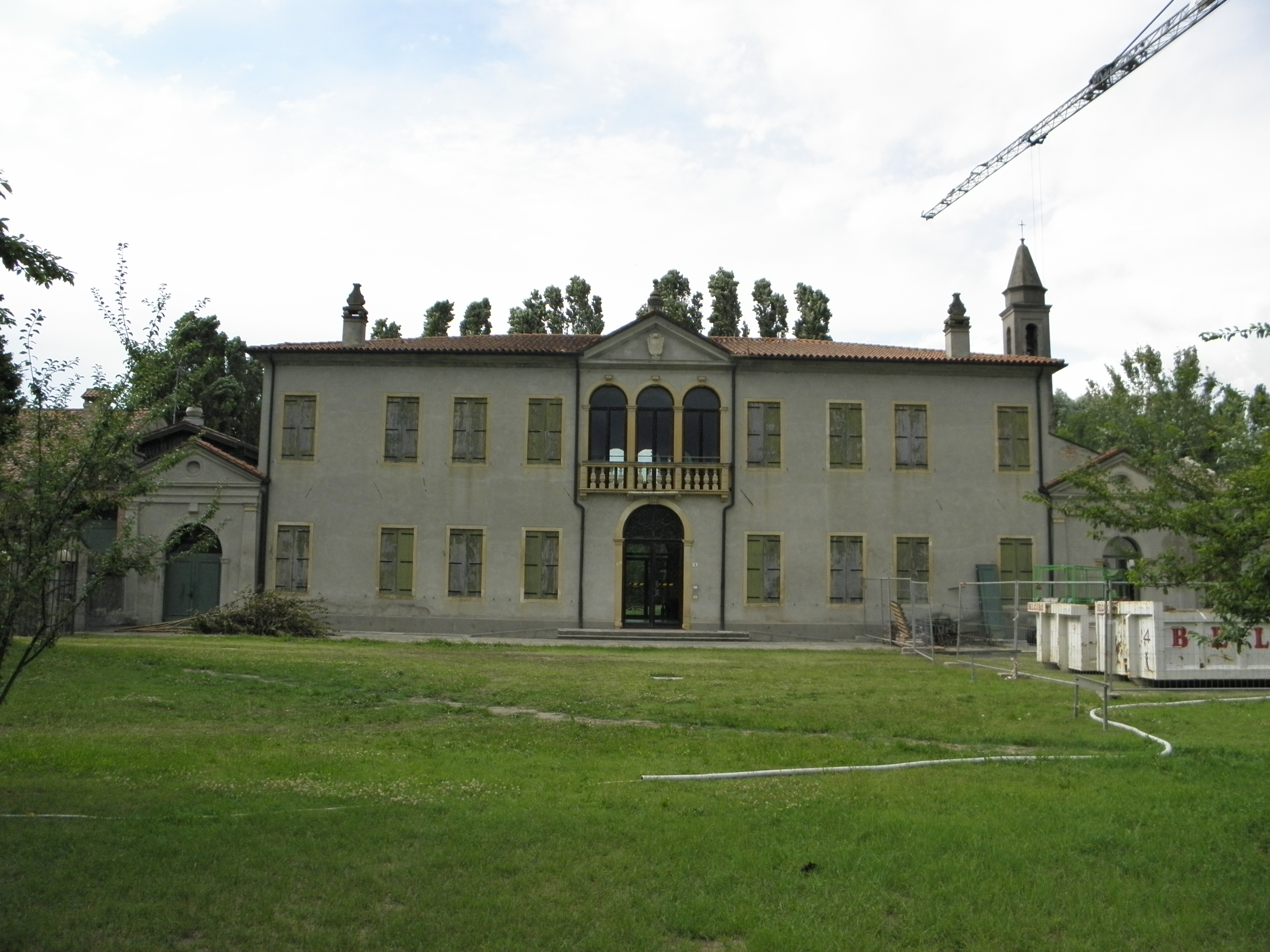
Villa della Veneranda Arca del Santo
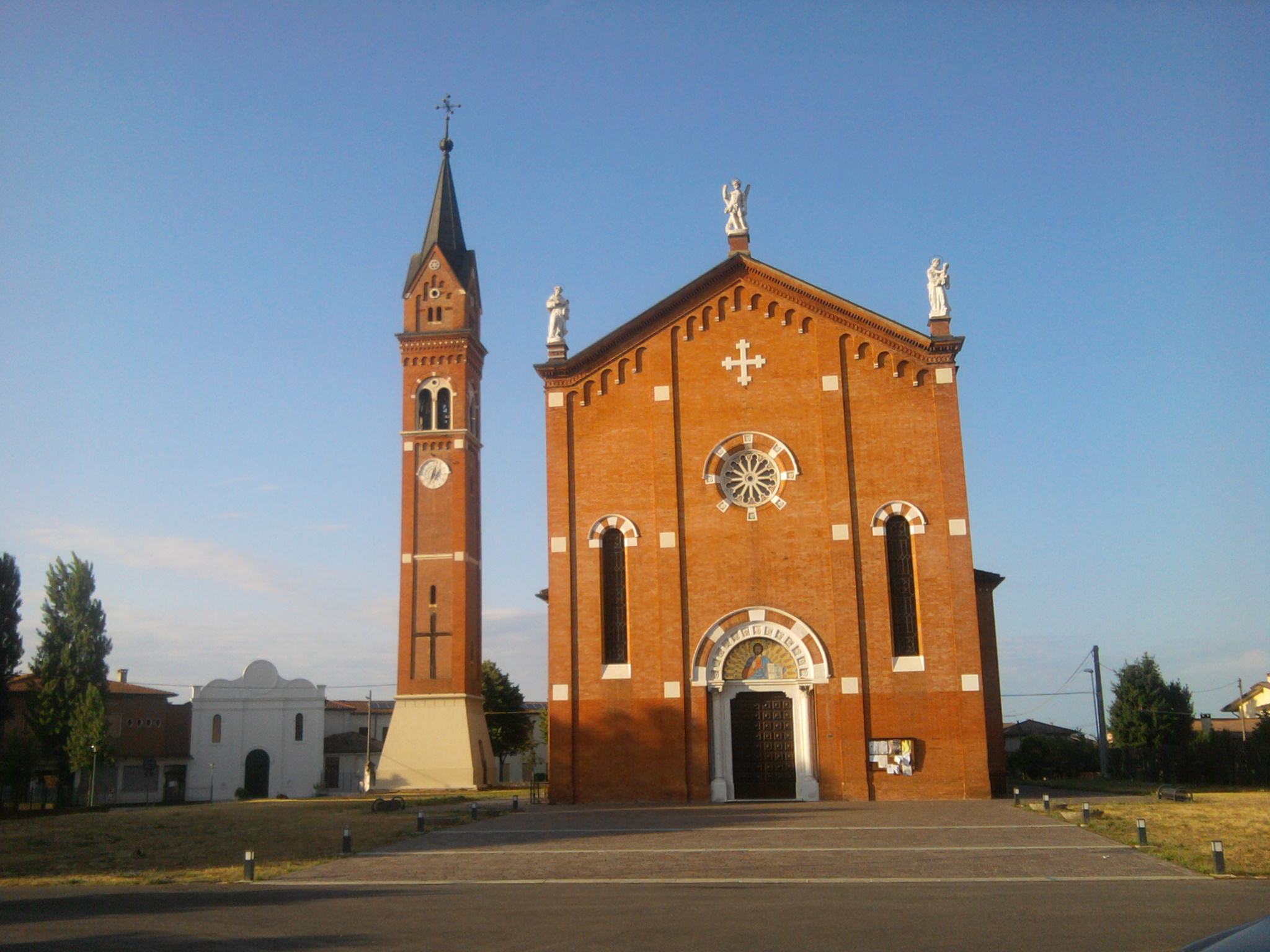
Sant'Andrea apostolo
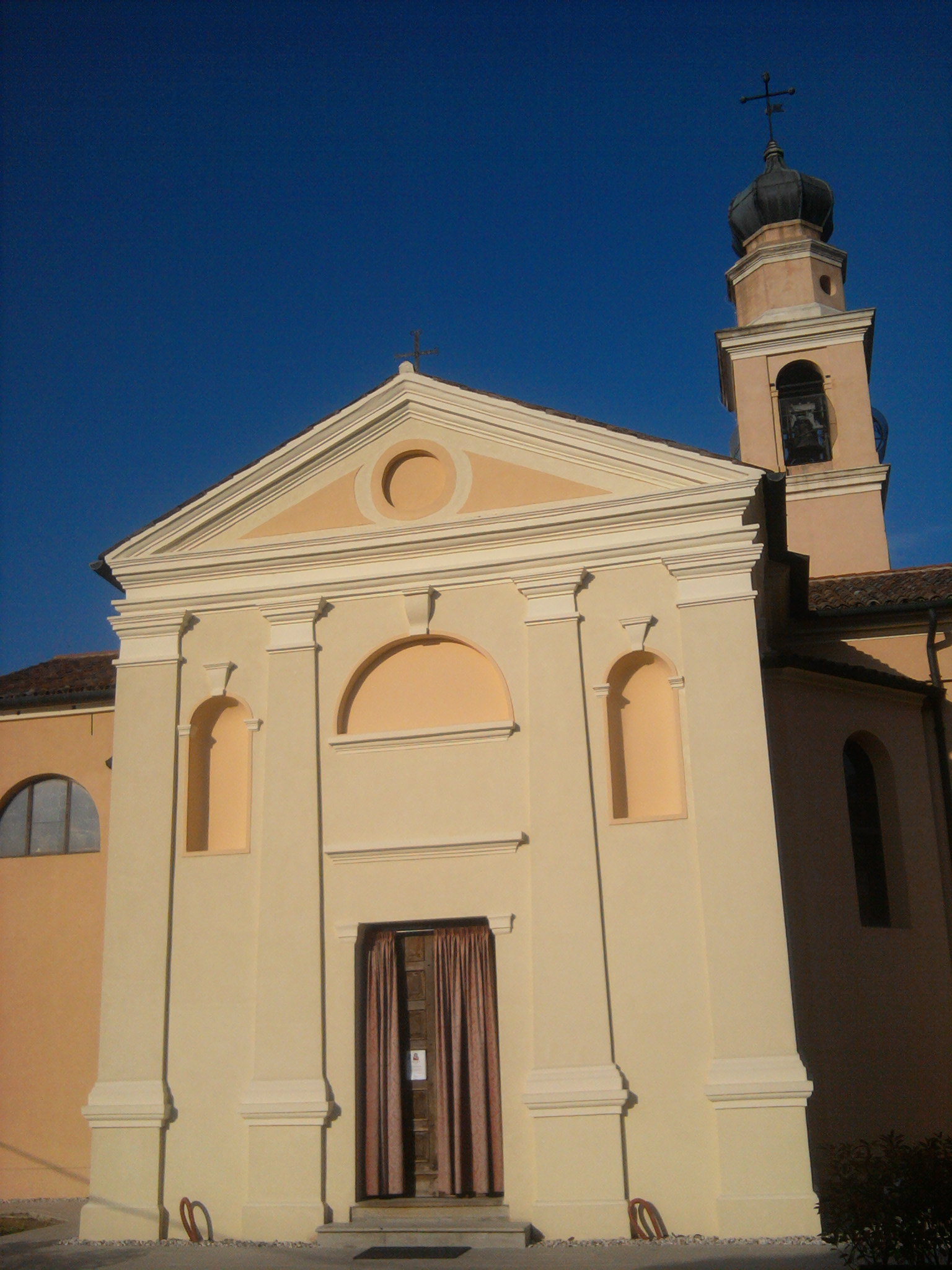
Sant'Antonio Abate